# 轉換區
地質學中的轉換區（英語：transfer zone）是指變形應變從一個構造單元傳遞到另一個構造單元的變化區域，通常在裂谷系統中斷層構造單元之間的變化區域。例如斷層上盤的剷形斷層和單斜褶皺是典型的轉換區。但有的轉換區比較複雜。轉換區可分盆地間和盆地內轉換區，區別在轉換區的大小。轉換區可根據斷層傾角方向分兩種；合成的或共軛的，亦可根據它們的變形特徵分兩種——收斂或發散的。轉換區可以根據它們的主要斷層成熟度或進一步區別；相互接近、重疊、並列或共線。由於轉換區通常位於伸展環境中，因此在東非裂谷系統和蘇伊士灣裂谷系統內進行了許多研究。轉換區也在阿爾伯丁地塹內的油氣勘探和開採中發揮了作用。

## 盆地間轉換區
盆地間轉換區通常在主要的邊界裂谷。盆地間轉換區可以由盆地間山脊、寬闊斷層高點或主要的中繼坡道組成；所有這些都對裂谷系統有很大的影響。

## 盆地內轉換區
盆地內轉換區顧名思義是盆地內的轉換區，其規模小但變形應變力受盆地間轉換區的約束。盆地內轉換區可由燕形排列的正斷層，齒狀小斷層或中繼坡道組成。在阿塔蘭蒂附近的埃維亞灣南緣，可看出轉換區之間的差異幅度。盆地間轉換區為10 公里而盆地內轉換區約 1 公里。

## 合成轉換區
合成轉換區由同方向傾角的正斷層組成。這包括中繼坡道。在東非裂谷系統（馬拉維湖）和蘇伊士灣裂谷系統中的中繼坡道已被詳細研究。在轉換區的流域盆地的沉積物是穿過轉換區和半地塹而來。在埃維亞灣就是一個中繼坡道在排水中起主要作用的例子。埃維亞灣的下盤排水有限，故由轉換區來排水。由於排水流域的大小是控制沉積物通量的主要因素，因此無論盆地間和盆地內的合成中繼坡道型轉換區對整個沉積系統有重大影響。雖然盆地內轉換區較小，但它們仍然充當沉積的管道。

## 共軛轉換區
共軛轉換區有向相反方向傾斜的主要正斷層。這種分類可以進一步分為聚合和分離轉換區。

### 聚合轉換區
會聚轉換區内斷塊相向傾斜，導致在區域内有複雜的斷層和褶皺。

### 分離轉換區
轉換區内斷塊傾斜相反，並經常導致地形高點。

## 轉換區斷層擴展演化
若在裂谷系統中拉伸應力和應變繼續的，其主要斷層邊界也隨之隨時間擴展。根據斷層擴展演化，轉換區可分爲接近、重疊、並行和共線階段。這種分類有助於瞭解轉換區變形歷史。
1. 接近型：當轉換區處於接近階段時，主要邊界斷層尚未相互擴展。
2. 重疊型：當轉換區擴展時，其主要邊界斷層處於重疊階段。
3. 平行型：轉換區中的斷層完全平行和重疊。例如地壘和地塹。
4. 共線型：轉換區中的斷層相互對齊。這種幾何形狀的斷層在其末端會相互干擾。

## 東非大裂谷的轉換區
雖然東非裂谷系統已經經歷過長期的伸展活動，但連接主要伸展斷層的轉換區並沒有經歷到同規模的伸展活動。東非裂谷內的轉換區最常見的屬重疊型。在這裡，轉換區通常是高區域並內部具有復雜斷層。這些高區一般為共軛分離型帶，例如在烏干達的坦噶尼喀裂谷和阿爾貝蒂娜裂谷中都可觀察到。這些寬闊的高地有排水效果，也是盆地的分水嶺。在馬拉維湖有合成中繼坡道式轉換區。合成和共軛分類中的所有的轉換區類型，在東非裂谷系統中均已被鑒定出。

## 蘇伊士灣裂谷轉換區
蘇伊士裂谷轉換區與東非裂谷轉換區相似，具有各種分類類型和階段。然而，根據一項研究轉換區中的變形轉換有兩種方式；在兩個傾斜相對的正斷層之間的地壘和地塹，經由斷層或容納區。在開羅以南幾公里處，兩個主要斷層之間存在梯形排列小斷層，形成一個中繼坡道式轉換帶。在蘇伊士裂谷系的北部，Gharandal 轉換區爲一個廣泛背斜結構，是兩個剷形斷層形成的地壘和地塹之間的的變形區。

## 轉換區和油氣勘探
中繼坡道轉換區會影響流域盆地內的排水，因此也控制沉積物的分佈。所以在這些轉換區内，可推斷沉積相和厚度，進而判斷岩相及其物性。有利於石油探勘。例如在阿爾伯丁地塹的 Kaiso-Tonya、Butiaba-Wanseko 和 Pakwach 轉換區轉換區都含有碳氫化合物。 Kaiso-Tonya 是一個完整的地塹式轉移區，很像共軛聚合平行類型。 Butiaba-Wanseko 和 Pakwach 是中繼坡道式轉換區。